# Xenophrys minor
Xenophrys minor (tên tiếng Anh: Little Horned Toad) là một loài lưỡng cư thuộc họ Megophryidae.
Loài này có ở Trung Quốc, Thái Lan, Việt Nam, có thể cả Lào, và có thể cả Myanmar.
Môi trường sống tự nhiên của chúng là rừng ẩm vùng đất thấp nhiệt đới hoặc cận nhiệt đới, vùng núi ẩm nhiệt đới hoặc cận nhiệt đới, sông ngòi, và đầm nước.
Chúng hiện đang bị đe dọa vì mất môi trường sống.